# Hinin
Gli hinin (非人? lett. "non umani") erano una classe sociale dell'antico Giappone.
Durante il periodo Edo (1603-1867), in Giappone, occupavano l'ultimo gradino dell'organizzazione sociale, in quanto svolgevano mansioni considerate impure secondo i dogmi della religione buddhista.

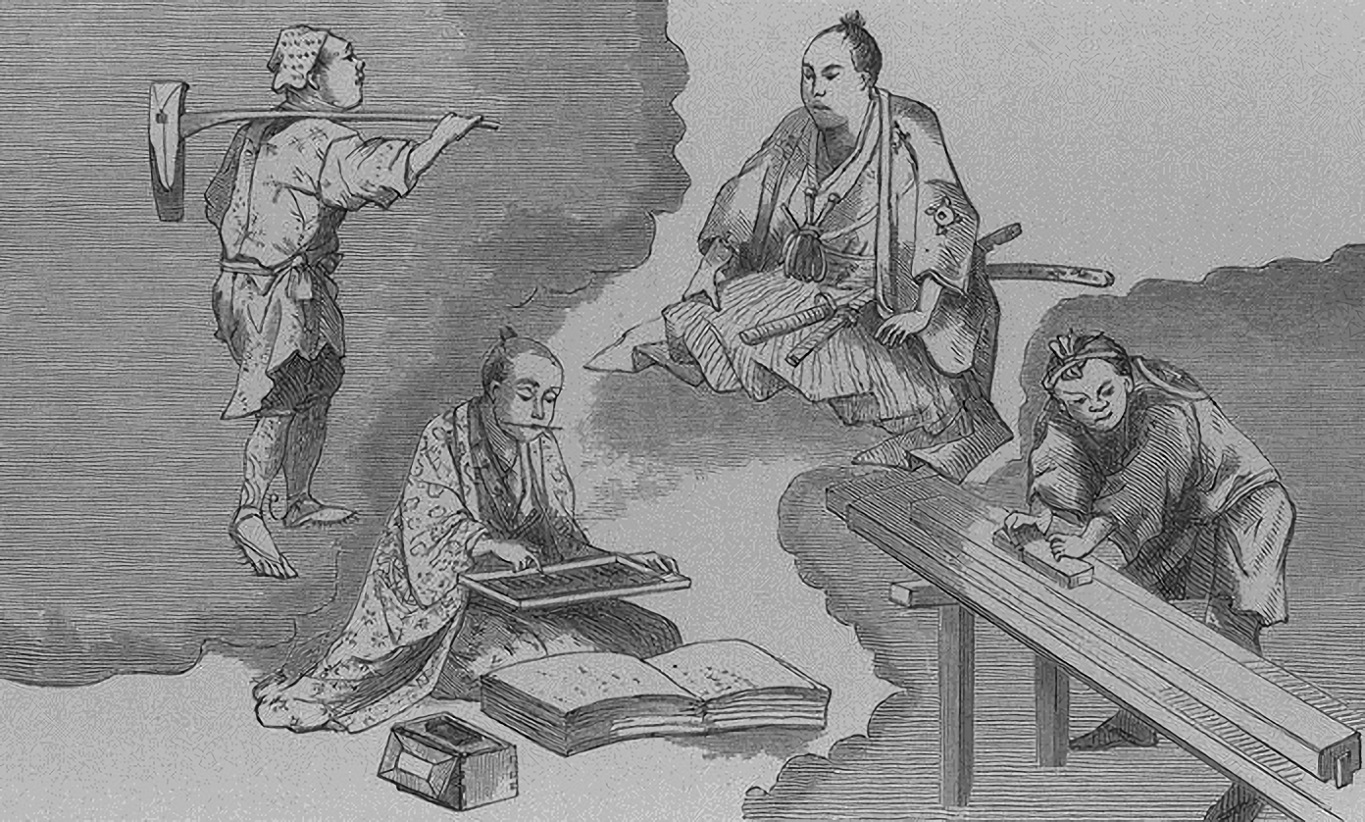
Le quattro classi della società giapponese del periodo Edo in un'opera di Ōzawa Nankoku

La suddivisione gerarchica per classi del periodo Edo ricalcava l'analogo sistema delle quattro classi sociali cinesi, il bakufu ristrutturò la società attraverso l'adozione del modello shinōkōshō (士農工商?), finalizzato a organizzare, secondo un ordine gerarchico e di importanza, i samurai (士?, shi), i contadini (農?, nō), gli artigiani (工?, kō) e i mercanti (商?, shō).
In fondo alla gerarchia vi erano gli hinin: la loro condizione sociale li portava a non essere considerati nemmeno esseri umani (la parola hinin in giapponese significa appunto "non umano") e a vivere in ghetti separati dal centro della città. Chi cadeva in povertà e diventava hinin aveva ancora una possibilità di essere reintegrato nella società, mentre chi ereditava questa condizione alla nascita non aveva modo di scalare la gerarchia sociale. Durante il XIX secolo gli hinin iniziarono a essere identificati con il termine burakumin perché entrambe le classi erano costrette a vivere emarginate dal resto della comunità.
Il sistema shinōkōshō, gerarchicamente discriminatorio, fu abrogato per legge nel 1871 durante il rinnovamento Meiji, ma i pregiudizi radicati nella società permeano ancora la cultura del Giappone.